# Coupe du monde de ski de fond 1990-1991
Navigation
Édition précédente Édition suivante
La 10e édition de la Coupe du monde de ski de fond s'est déroulée du 9 décembre 1990 au 16 mars 1991. Le Soviétique Vladimir Smirnov remporte le classement général chez les hommes pendant que la Soviétique Elena Välbe remporte la Coupe du monde.

## Classements

### Classements généraux
| Rang | Nom              | Points |
| ---- | ---------------- | ------ |
| 1    | Vladimir Smirnov | 163    |
| 2    | Torgny Mogren    | 129    |
| 3    | Bjørn Dæhlie     | 105    |
| -    | Vegard Ulvang    | 105    |
| 5    | Kristen Skjeldal | 76     |
| 6    | Henrik Forsberg  | 73     |
| -    | Terje Langli     | 73     |
| 8    | Gunde Svan       | 65     |
| 9    | Marco Albarello  | 62     |
| -    | Maurilio De Zolt | 62     |

| Rang | Nom                   | Points |
| ---- | --------------------- | ------ |
| 1    | Elena Välbe           | 220    |
| 2    | Stefania Belmondo     | 128    |
| 3    | Lioubov Iegorova      | 126    |
| 4    | Marie-Helene Östlund  | 112    |
| 5    | Manuela Di Centa      | 106    |
| 6    | Trude Dybendahl       | 88     |
| 7    | Tamara Tikhonova      | 82     |
| 8    | NC                    | NC     |
| 9    | Inger Helene Nybråten | 62     |
| 10   | Solveig Pedersen      | 57     |

## Calendrier et podiums

### Hommes
| Étape                                                                     | Lieu          | Épreuve         | Date             | Vainqueur        | Deuxième          | Troisième          |
| ------------------------------------------------------------------------- | ------------- | --------------- | ---------------- | ---------------- | ----------------- | ------------------ |
| 1                                                                         | Tauplitzalm   | 25 km           | 9 décembre 1990  | Torgny Mogren    | Vladimir Smirnov  | Henrik Forsberg    |
| 2                                                                         | Davos         | 15 km Classique | 15 décembre 1990 | Vladimir Smirnov | Marco Albarello   | Thomas Eriksson    |
| 3                                                                         | Les Saisies   | 30 km Classique | 19 décembre 1990 | Vladimir Smirnov | Torgny Mogren     | Christer Majbäck   |
| 4                                                                         | Minsk         | 15 km Libre     | 5 janvier 1991   | Vladimir Smirnov | Bjørn Dæhlie      | Václav Korunka     |
| 5                                                                         | Štrbské Pleso | 30 km Libre     | 9 janvier 1991   | Bjørn Dæhlie     | Silvano Barco     | Gianfranco Polvara |
| Championnats du monde de ski nordique 1991 (7 février au 21 février 1991) |               |                 |                  |                  |                   |                    |
| 6                                                                         | Lahti         | 30 km Libre     | 3 mars 1991      | Kristen Skjeldal | Vladimir Smirnov  | Gianfranco Polvara |
| 7                                                                         | Falun         | 30 km Libre     | 9 mars 1991      | Henrik Forsberg  | Torgny Mogren     | Jan Ottosson       |
| 8                                                                         | Oslo          | 50 km Classique | 16 mars 1991     | Vegard Ulvang    | Harri Kirvesniemi | Sture Sivertsen    |

### Femmes
| Étape                                                                     | Lieu        | Épreuve         | Date             | Vainqueur             | Deuxième             | Troisième             |
| ------------------------------------------------------------------------- | ----------- | --------------- | ---------------- | --------------------- | -------------------- | --------------------- |
| 1                                                                         | Tauplitzalm | 25 km           | 9 décembre 1990  | Stefania Belmondo     | Elena Välbe          | Tamara Tikhonova      |
| 2                                                                         | Davos       | 15 km Classique | 15 décembre 1990 | Elena Välbe           | Lioubov Iegorova     | Marie-Helene Östlund  |
| 3                                                                         | Les Saisies | 15 km           | 19 décembre 1990 | Elena Välbe           | Stefania Belmondo    | Lioubov Iegorova      |
| 4                                                                         | Minsk       | 30 km Classique | 5 janvier 1991   | Elena Välbe           | Svetlana Nagueïkina  | Inger Helene Nybråten |
| 5                                                                         | Klingenthal | 15 km Classique | 12 janvier 1991  | Inger Helene Nybråten | Marie-Helene Östlund | Solveig Pedersen      |
| Championnats du monde de ski nordique 1991 (7 février au 21 février 1991) |             |                 |                  |                       |                      |                       |
| 6                                                                         | Lahti       | 15 km Libre     | 2 mars 1991      | Elena Välbe           | Manuela Di Centa     | Lioubov Iegorova      |
| 7                                                                         | Falun       | 15 km Libre     | 9 mars 1991      | Elena Välbe           | Tamara Tikhonova     | Lioubov Iegorova      |
| 8                                                                         | Oslo        | 5 km Libre      | 16 mars 1991     | Elena Välbe           | Manuela Di Centa     | Marie-Helene Östlund  |